# Guardia del corpo
Una guardia del corpo (colloquialmente guardaspalle) è una persona che presta la propria attività a tutela dell'integrità fisica o della privatezza di un'altra persona.

## Storia
Nell'impero ellenistico la funzione di protezione della persona del sovrano era chiamata somatofilachia ed era svolta da persone di fiducia espressamente scelte dal monarca, che li ricompensava spesso con un ruolo o una carica pubblica.
Nell'antica Roma la guardia del corpo del re si chiamava satelles (satellites al plurale), mentre quella dell'imperatore componeva la guardia pretoriana: il prefetto del pretorio ne gestiva l'operato e, in una fase di decadenza, orientava la stessa successione al trono. Una funzione amministrativa fu l'evoluzione della gestione della casa e della sicurezza del monarca anche per il maggiordomo di palazzo dei re Franchi. Per ciò che invece riguarda il rintracciamento moderno relegato alla professione della figura, uno sviluppo importante si ebbe nella storia degli Stati Uniti d'America dove molti coloni europei e carovane giungendo in suolo statunitense durante la conquista dell'Ovest ingaggiarono tali soggetti; un caso famoso fu quello di Abraham Lincoln e del ruolo della "Pinkerton National Detective Agency".

## Caratteristiche
L'attività generalmente richiede una apposita licenza nonché un'adeguata formazione professionale in materia di sicurezza e tecniche di difesa personale, nonché un'ottima capacità di valutare i rischi e di prendere decisioni rapide ed efficaci in caso di emergenza accantonad una generale preparazione strategica e tattica. Le guardie possono lavorare in proprio o alle dipendenze di determinate imprese operanti nel campo della sicurezza privata, che offrono a chiunque servizi a tutela della propria incolumità personale, dove ciò sia permesso dalla legge.
Il lavoro tipico consiste nel prevenire, identificare e gestire situazioni di pericolo o di potenziale pericolo per la persona o le persone che deve proteggere.  Nel contempo tali soggetti devono essere pronti ad intervenire e a tal proposito si serve prevalentemente di tattiche di autodifesa e di combattimento corpo a corpo (ad esempio, addestramento alle arti marziali); talvolta possono anche essere impiegati strumenti da difesa, come spray al gas OC a base di capsicum per rendere temporaneamente innocuo l'assalitore, oggetti contundenti ed anche armi da fuoco, sebbene non sempre le leggi locali prevedano tale possibilità.
Dal punto di vista giuridico in alcuni Stati del mondo operano organismi ed istituzioni
previsti ad hoc per la protezione di personalità pubbliche; ad esempio il capo dello Stato, può disporre di una propria "guardia d'onore".

## Casi d'impiego
Le guardie del corpo possono essere assunte da politici, celebrità, imprenditori o altre persone che per motivi di lavoro o di fama possono essere esposte a rischi di sicurezza personale.
Tipicamente si ricorre ad esse quale strumento di difesa personale per svariati motivi: oltre che per difesa contro minacce e pericoli vi si ricorre anche, ad esempio, per allontanare le attenzioni, talvolta ossessive e moleste.

## Nel mondo

### Francia
In Francia l'attività è soggetta alle norme ed alle linee guida del Conseil national des activités priveées se sécurité, un ente pubblico posto sotto la vigilanza del Ministero dell'Interno - che rilascia licenze ed autorizzazioni per la lavorare come guardia del corpo privata a singoli privati o a imprese del settore autorizzate.

### Germania
In Germania l'attività è disciplinata dal Codice del commercio e delle imprese (Gewerbeordnung - GewO) che prevede requisiti richiesti per l'attività, tuttavia gli Stati federati della Germania possono prevedere ulteriori disposizioni e requisiti. 

### Italia
In Italia l'attività guardia del corpo non è regolamentata da alcuna norma, anzi l'attività è pratica illegale secondo la legge, poiché la sua funzione e i suoi compiti sono  di esclusiva competenza delle forze di polizia italiane; in particolare la protezione dell'incolumità personale è demandata all'Ufficio centrale interforze per la sicurezza personale e al Servizio centrale di protezione, diversamente l'esercizio dell'attività di guardia del corpo integrerebbe il reato di usurpazione di funzioni pubbliche.
L'unica norma che consente il ricorso alla forza privata è il testo unico delle leggi di pubblica sicurezza, nella parte in cui disciplina la figura delle guardie giurate e degli istituti di vigilanza privata, ma limitatamente alla tutela di beni mobili o immobili, appartenenti a enti pubblici o privati.

### Regno Unito
Nel Regno Unito è richiesta una licenza, detta Close Protection Licence, rilasciata dalla Security Industry Authority - della durata di tre anni - aver sostenuto un corso di formazione professionale ed essere in possesso dei requisiti previsti dalla legge.

### Russia
In Russia la legge 11 marzo 1992, n. 2487-1 (legge sulle investigazioni e sulla sicurezza privata) regolamenta a livello federale l'attività nonché prevede i requisiti richiesti per ottenere licenza necessaria per operare nel settore. 

### Spagna
In Spagna l'attività di guardia del corpo è regolata dalla legge del 30 luglio 1992, n. 30, ed è inoltre soggetta alle vigialnzaed alle prescrizioni del Ministero dell'Interno, che rilascia le autorizzazioni in tema. 

### Stati Uniti d'America
A livello federale non esiste una normativa specifica, ma ogni Stato federato degli Stati Uniti ha proprie rigole; generalmente è richiesta una licenza ottenibile dopo aver svolto adeguata formazione professionale.